# Nàrsil

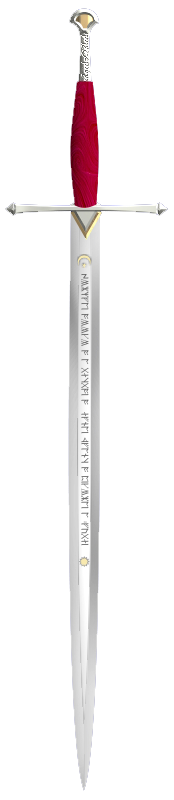
Representació de l'espasa

En el context de la ficció literària de J.R.R. Tolkien, Nàrsil és l'espasa llegendària que empunyà el rei Eléndil dels Dúnedain, que va ser trencada a la fi del setge de Bàrad-dûr, i va ser utilitzada per Isíldur per tallar el dit de Sàuron que sostenia l'anell únic. A partir d'aleshores seia coneguda com l'Espasa-que-fou-trencada.
Segles més tard seria reforjada pels elfs de Rivendell i rebatejada amb el nom d'Andúril. Àragorn, l'hereu d'Elèndil, l'empunyaria durant la Guerra de l'Anell.
L'espasa té un paper destacat a El Senyor dels Anells, i apareix també a El Silmaríl·lion i als Contes Inacabats.

## Història
L'espasa fou forjada durant la Primera Edat pel nan Telchar de Nógrod, un famós ferrer que també havia estat l'autor del ganivet Àngrist (amb què Beren va arrancar un Silmaril de la corona de Mórgoth), i del Casc de Hàdor (que més tard duria Turin Turàmbar)
Es desconeix per qui Telchar va forjar Nàrsil, així com la seva història inicial, però és probable que com d'altres artefactes famosos que va construir Telchar Nàrsil fos entregada a algun prínceps dels Èldar.
El primer cop que tornem a tenir coneixement de Nàrsil és a la fi de la Segona Edat quan el darrer Senyor de l'Andúnië Amàndil l'entrega al seu fill Eléndil tot enviant-lo a la Terra Mitjana.
La manera com Nàrsil arribà a ser una heretat dels Senyors de l'Andúnië no és coneguda. Una teoria sosté que pertanyia a la línia d'Èlros (bé a través Eärèndil com a hereu de Turgon de Gondolin, bé a través de Dior com a hereu de Thíngol de Dòriath), i que l'espasa s'hauria transmès fins a Silmariën, que tot i no accedir al tron per ser una dona va heretar l'espasa que seria transmesa als seus descendents: els Senyors d'Andúnië. Una altra tesi seria que Nàrsil hauria estat un dels regals que el Silmaríl·lion narra que els Èldar feren als "amics dels elfs" de Númenor.
En qualsevol cas, Elèndil empunyà Nàrsil a la Guerra de la Darrera Aliança. Durant el setge de Bàrad-dûr Sàuron va matar Elèndil i Guil-galad, i Nàrsil es trencà als peus de Sàuron. El fill i hereu d'Elèndil Isíldur va utilitzar l'empunyadura per tallar el dit de Sàuron i endur-se l'anell únic.
Isíldur va conservar els fragments i se'ls va endur amb ell. Poc després Isíldur moriria a la tragèdia dels camps llirials, i els fragments de Nàrsil serien recuperats per Òhtar, el seu escuder. òhtar els va portar a Rivendell, on residia el fill més petit d'Isíldur Valàndil.
Els fragments de Nàrsil es van convertir en heretat dels Reis d'Àrnor, i amb la desintegració del regne del nord acabaren pertanyent als muntaners del nord.
A les envistes de la Guerra de l'Anell, el 3019 T.A., va ser reforjada a Rivendell i entregada al capitost dels muntaners Àragorn, que la va rebatejar amb el nom d'Andúril (Flama de l'Oestat). Sovint Àragorn mostraria l'espasa per demostrar el seu llinatge, com quan Bóromir es dirigí al Nord per acomplir el somni profètic del seu germà Fàramir.

## Etimologia
Nàrsil està composta per les partícules quenya "nar" i "thil", que signifiquen "foc" i "llum blanca" respectivament, com apareixen a "Anor" (Sol, com a Minas Anor) i "Ithil" (Lluna, com a Minas Ithil).
Després de ser reforgada, Àragorn la batejaria amb el nom d'Ànduril, que significa Flama de l'Oestat en sindarin.

## Descripció
L'espasa reforjada és descrita a La Germandat de l'Anell, el primer dels volums del Senyor dels Anells:
| « | L'Espasa d'Elèndil fou forjada de nou per ferrers èlfics, i a la seva fulla hi havia gravada una composició de set estels disposats entre una lluna creixent i un sol radiant, i sobre d'elles hi havia moltes runes escrites; doncs Àragorn fill d'Àrathorn es dirigia a la guerra cap a les fronteres de Mórdor. Molt brillant era l'espasa quan havia estat refeta un altre cop; la llum del sol hi brillava rojenca, i la llum de la lluna hi brillava fredament, i la seva fulla era dura i fina. I Àragorn li donà un nom nou i l'anomenà Andúril, Flama de l'Oestat. | » |

En diversos passatges dels escrits de Tolkien, incloent-hi l'anterior, s'implica que Nàrsil/Andúril brillava, com ho feien Fibló o Glàmdring. En una carta privada Tolkien confirma que Andúril resplendia amb "llum èlfica". A el Silmaríl·lion:
| « | ...l'espasa d'Elèndil atemoria a orcs i homes, doncs brillava amb la llum del sol i la lluna, i duia el nom de Nàrsil. ... Així Nàrsil arribà a mans de Valàndil, l'hereu d'Isíldur, a Ímladris; però la fulla estava trencada i la llum extinta, i no es fa forjar de nou. | » |

## Adaptacions
A l'adaptació cinematogràfica de'El Senyor dels Anells dirigida per Peter Jackson, Nàrsil no es trenca en dues peces sinó en molts bocins. Els fragments haurien estat conservats a Rivendell com una relíquia, i no serien reforjats fins a l'etapa final de la Guerra de l'Anell quan Arwen convenç el seu pare Élrond de fer-la reforjar per ferrers èlfics i portar-la a Àragorn. Al llibre, l'espasa trencada la conservava Àragorn (l'ensenya als hòbbits a la taverna del Cavallet Presumit) i la fa forjar abans que la Germandat comenci el seu camí, duent-la amb ell en totes les batalles posteriors.
La primera pel·lícula de la trilogia inclou una escena inventada que no apareix als llibres en la que Bòromir contempla els fragments de Nàrsil, que li cauen a terra. Bóromir els menysprea considerant-los una "vella relíquia", i Àragorn la tornar a deixar al seu lloc.
A Les Dues Torres, Àragorn és descrit lluitant amb Ànduril i un escut de l'armeria de Théoden a la batalla de Vilacorn. Aquesta i d'altres indicacions suggereixen que Ànduril és una espasa d'una sola mà i no una espasa de dues mans com la que apareix a les pel·lícules.
A la inscripció en tengwar de l'empunyadura hi ha escrit "Narsil essenya, macil meletya, telchar carnéron navrotessë," que significa "Nàrsil és el meu nom, una espasa poderosa, Telchar em va fer a Nógrod.". Després que Nàrsil fos reforjada, s'hi va afegir la inscripció "Anar Nányë Andúril i né Narsil i macil Elendilo. Lercuvanten i móli Mordórëo. Isil", que vol dir: "Sol. Jo sóc Andúril que un cop fou Nàrsil, espasa d'Elèndil. Els esclaus de Mórdor fugiran de mi. Lluna." Tot i que Tolkien va detallar que hi havia runes gravades a la fulla, les dues inscripcions són invencions dels autors de la pel·lícula.

## Concepte i creació
Christopher Tolkien suggereix que Nàrsil va ser introduïda durant la creació del Senyor dels Anells de forma més aviat espontània: "És possible que l'Espasa que fou Trencada de fet sorgís del poema 'No és or tot allò que llu' en la seva forma més inicial (..) els versos referents al fet que l'espasa trencada es pot refer i el "sense corona" potser ser rei serien tan sols metàfores de la idea general [que no tot és el que sembla]". Posteriorment, referències a l'Espasa van ser introduïdes durant reescriptures de "Sota l'ensenya del Cavallet Presumit" i "El Consell de n'Élrond".
Originalment només es referia a l'arma com "l'Espasa d'Eléndil" o "l'Espasa trencada"; més tard s'incorpora el nom Branding (de l'anglès antic brand=espasa) per a l'espasa reforjada. Després de la introducció del nom Nàrsil, el nom de l'espasa reforjada es fixà en Andúril.